# Trolejbusy w Chomutovie i Jirkovie
Trolejbusy w Chomutovie i Jirkovie - sieć trolejbusowa funkcjonująca w dwóch czeskich miastach: Chomutovie i Jirkovie. Jest najmłodszą siecią trolejbusową na obszarze Czech. Przewoźnikiem od roku 1996 jest Dopravní podnik měst Chomutova a Jirkova (DPCHJ).

## Historia
Od lat sześćdziesiątych XX wieku pomiędzy miastami Chomutów i Jirków był budowany szeroki pas osiedli i związku z tym obsługa komunikacyjna tego obszaru była coraz trudniejsza, a istniejąca sieć połączeń autobusowych coraz mniej spełniała wymagania podróżnych. Z tego powodu zaczęto poszukiwać rozwiązania istniejących problemów komunikacyjnych.
Początkowo planowano wprowadzić szybki tramwaj, ale kryzys przełomu lat osiemdziesiątych i dziewięćdziesiątych zniweczył te plany i zamiast tramwaju w roku 1990 pojawiły się trolejbusy. 
Nie oznaczało to, że trolejbusy wyruszyły na trasę bowiem pierwszą trasę z ulicy Vodní w Chomutowie do Jirkowa zaczęto budować dopiero w 1992 roku, a pierwsi podróżni pojechali trolejbusem 1 lipca 1995 roku. 1 stycznia 1996 otwarto odcinek w Chomutowie umożliwiający obsługę dworca kolejowego. A dwa lata później sieć trolejbusową przedłużono do polikliniki w Chomutowie i cmentarza. Wtedy zmienił też się system numeracji linii, trolejbusy mają od tego czasu numery 20-29 (miejskie linie w Chomutowie) i 30-39 (międzymiejskie linie trolejbusowe). Ostatnie przedłużenie sieci miało miejsce 1 grudnia 2000, kiedy otwarto nową pętlę znajdującą się na chomutowskim dworcu autobusowym.
15 grudnia 2013 roku od początku obowiązywania nowych rozkładów jazdy nastąpiła reorganizacja całej komunikacji trolejbusowej. Wprowadzono nowy rozkład jazdy i zwiększono liczbę połączeń na najbardziej obciążonych odcinkach. 

## Tabor
Przez pierwszych 11 lat jedynym jeżdżącym typem trolejbusu był przegubowy trolejbus Škoda 15Tr w liczbie 25 sztuk. W roku 2006 dostarczono pierwszy niskopodłogowy trolejbus Solaris Trollino 12AC w ilości sztuk pięciu. W wyniku tego odstawiono 6 sztuk 15Tr (jeden z nich był sprzedany do Żyliny). W 2009 roku zakupiono jedną sztukę trolejbusu Škoda 15Tr.

## Strony WWW
- Strona DPCHJ
- Strona DPCHJ w serwisie phototrans.cz. phototrans.cz. [zarchiwizowane z tego adresu (2015-03-21)].